# David Hartley (filozof)
David Hartley, angleški filozof * 30. avgust 1705, Halifax, Anglija, † 28. avgust 1757, Bath, Somerset, Anglija. 
Velja za predstavnika filozofsko-psihološke šole asociatizma, ki je imela pomemben vpliv na razvoj psihologije kot znanstvene vede.
David Hartley se je rodil leta 1705, blizu Halifaxa, grofija Yorkshire. Njegova mati je umrla kmalu po porodu, njegov oče, anglikanski duhovnik, pa ko je bil David star 15 let. Najprej se je šolal privatno, nato je obiskoval Jesus College na v Univerzi v Cambridgeu, kjer je leta 1726 diplomiral in leta 1729 naredil magisterij. Sprva je želel slediti stopinjam svojega očeta ter postati duhovnik, vendar si je nato premislil, saj se ni strinjal z nekaterimi doktrinami Angleške cerkve, kljub temu da je še vedno ostal njen močan zagovornik. Pisal je teološka in psihološka dela, prav tako je pisal o medicini in morali. 
Tako se je odločil za zdravniški poklic. Najprej je delal v mestu Bury St. Edmunds, Suffolk (1730-35), nato v Londonu (1735-42), na koncu pa v Bathu, kjer je leta 1757 tudi umrl.
Dvakrat je bil v zakonski zvezi. Prvič se je poročil leta 1730 z Alice Rowley, ki je leta 1731 pri porodu njunega prvega sina Davida umrla. Leta 1735 se je, kljub nasprotovanju njenih staršev, poročil z Elizabeth Packer. Imela sta dva otroka, Mary in Wincomba Henryja. 
Čeprav so njegovo življenje oteževali sečni kamni, je Hartley živel polno in aktivno življenje. Poleg zdravniškega poklica je sodeloval pri različnih matematičnih raziskavah, intelektualnih in človekoljubnih projektih ter napisal glavno delo Opazovanja človeka (Observations on Man).
Njegovo najpomembnejše delo je knjiga Opazovanja človeka, ki je bila izdana leta 1749. Hartley je v svojem delu predstavil teorije, ki so imele pomemben vpliv na razvoj psihologije in nevrologije. Hartleyeve teorije so po izidu knjige pridobile mnogo zagovornkov po celem svetu. Zanimanje za njegovo delo je kasneje močno upadlo, saj so mnoge njegove teorije zavrnili ali pa so jih drugi filozofi še nadgradili. Njegovim stopinjam so sledili filozofi kot so James Mill, John Stuart Mill Alexander Bain in William B. Carpenter. Svoje ideje je delno prevzel iz Lockovega Eseja o človeškem razumu. Črpal je tudi iz teorij Isaaca Newtona. Njegove ideje so predstavljene v dveh delih: v prvem se posveča predvsem delovanju človeškega telesa in njegovega uma, v drugem pa večjo pozornost namenja religiji. V prvem delu je razvijal dve glavni teoriji: teorijo o dražljajih in teorijo o asociacijah. Svoji teoriji je nato uporabil pri razlagi delovanja posameznih čutil. Tako je poizkušal razložiti kako ljudje slišimo, vidimo, vonjamo, tipamo in okušamo. Teorijo asociacij je utemeljeval tudi na primeru besed in idej, ki jih z njimi asociiramo. Ti dve teoriji označujeta začetek nevro-psihologije in tudi začetek psihološkega sistema imenovanega asociatizem, ki se je ukvarjal z delovanjem miselnih procesov. Hartleyev asociatizem je s svojim kasnejšimi modifikacijami še danes pomemben del teorij na področju psihologije. Drugi del knjige je namenjen predvsem teološkim vprašanjem. Kot privrženec krščanske vere je zagovarjal obstoj Boga, branil je nezmotljivost Biblije, pozornost pa je namenil tudi odnosu med religijo in človekom ter smislu človekovega življenja.

## Hartleyeve teorije
Hartley je človeka razdelil na dve enoti, na telo in na um. Telo je podvrženo dražljajem iz zunanjega materialnega svet, um pa le sprejema informacije, ki mu jih pošilja telo. Podobno kot John Locke je menil, da je človeški um pred izkušnjo nepopisan bel list (tabula rasa), ki ga polnijo izkustva.  Iz izkušnje se začno tvoriti ideje in vedno več idej stvori eno kompleksno idejo, ki morda ne kaže več nobene povezave s prejšnjimi idejami. Hartley tako trdi, da so vse ideje in čustva samo asociacija oziroma združenje nekih manjših idej, ki izvirajo iz določene izkušnje. Te se prenašajo po človeških živcih s procesom imenovanim fizični dražljaj. S svojimi teorijami je želel pojasniti najkompleksnejše duševne procese kot so spominjanje, sklepanje in predstavljanje. Ponudil je tudi odgovore na vprašanja, kako se učimo in kako izvajamo dejanja. Ta stran človeške narave takrat ni bila stalnica v raziskavah filozofov. Eden izmed podpornikov njegovih teorij je bil tudi Joseph Priestley, ki je znan po odkritju kisika. Priestley je bil eden izmed najpomembnejših znanstvenikov tistega časa. 

### Teorija o dražljajih
Teorija o dražljajih je teorija, ki povezuje fizične in psihične pojave. Teorija je spodbudila raziskovanje povezav med fizičnimi in psihološkimi dogodki. Hartley je bil mnenja, da je vsaka izkušnja rezultat dražljaja neznatnih delcev v živcih. Različno močne dražljaje občutimo kot različne občutke. Bolečina je tako rezultat zelo močnih dražljajev, zadovoljstvo pa rezultat zmernih dražljajev. Hartley je trdil, da morajo biti ideje najprej tvorjene, šele nato pa se lahko združujejo. 

### Teorija asociacij
Kadar ni zunanjih dražljajev, potekajo miselni procesi na račun dražljajev v možganih samih, le te pa naj bi nastale zaradi toplote in pretoka krvi. Vrsta in značilnost teh dražljajev je odvisna od človekovih preteklih izkušenj in njegovega trenutnega stanja.  Od tega je tudi odvisno katero nagnjenje prevlada nad drugimi. Ideje, ki ustrezajo določenemu občutku se mnogokrat med seboj povezujejo in tako tvorijo nove idej. 

### Svobodna volja
Hartley je skušal pokazati, kako lahko pojasnimo vsa čustva. Skozi ves ta dokaz je uporabljal frazo Johna Locka – združenje zamisli– kjer lahko beseda zamisel predstavlja katerokoli duševno stanje, razen občutka. Locke je prav tako trdil, da obstaja zunanje (sensation) in notranje izkustvo (reflection). Vir vnanja so čutni organi - to, kar nam povzroča občutek vročega, hladnega, grenkega itd. Notranje izkustvo pa izhaja iz opazovanja samega sebe, na primer hotenje, sklepanje, varovanje... 
Hartley pa je zelo zavzeto trdil, da obstaja »nepristransko razpoloženje«, ki naj bi bilo le posledica lastnih izkušenj. Prostovoljen odziv je razložil kot posledico povezave med dolžnostjo in občutkom na psihični, ter motoriko na fizični strani. Zatorej na Hartleyja v debati o svobodni volji gledajo kot na determinista. Hartleyjeve domneve so se kasneje izkazale za pravilne in prišel je do zaključka, ki je bil v skladu z njegovo teorijo.

## Dela
- An Introduction towards an Essay on the Origin of the Passions, in which it is endeavored to be shown how they are all acquired, and that they are none other than Associations of ideas of our own making, or that we learn from others (Esej o izvoru strasti) (1741).
- Conjecturae quaedam de sensu, motu, et idearum generatione, Appendix to De Lithontriptico a Joanna Stephens nuper invento Dissertatio Epistolaris (1746)
- Various Conjectures on the Perception, Motion, and Generation of Ideas
- An Enquiry into the Origin of the Human Appetites and Affections shewing how each arises from Association, with an account of the entrance of moral evil into the world, to which are added Some Remarks on the Independent Scheme, which deduces all obligation on God’s part and Man’s from certain abstract relation, truth, &c. (Povpraševanje o izvoru človeškega apetita in čustev) (1747).
- Observations on Man, his Frame, his Duty, and his Expectations. In Two Parts (1749)
- Prayers and Religious Meditations (Molitve in verske meditacije) (1810)

1. 1 2  data.bnf.fr: platforma za odprte podatke — 2011.
2. 1 2 3  Stephen L. Hartley, David (1705-1757) // Dictionary of National Biography — London: Smith, Elder & Co., 1885.
3. ↑  Педагоги и психологи мира — 2012.
4. 1 2  Гартли // Энциклопедический лексикон — Sankt Peterburg.: 1838. — Т. 13. — С. 327.
5. ↑  polno: Observations on Man, his Frame, his Duty, and his Expectations

David Hartley. [citirano 27.11.2015]. Dostopno na naslovu: http://plato.stanford.edu/entries/hartley/